# ماکسیم شاتسکیخ
ماکسیم شاتسکیخ (روسی: Максим Александрович Шацких؛ زادهٔ ۳۰ اوت ۱۹۷۸) بازیکن فوتبال اهل ازبکستان است.
از باشگاه‌هایی که در آن بازی کرده‌است می‌توان به باشگاه فوتبال آستانه، باشگاه فوتبال چورنومورتس اودسا، باشگاه فوتبال آرسنال کی‌یف، باشگاه فوتبال دینامو کیف، اشاره کرد.
وی همچنین در تیم ملی فوتبال ازبکستان بازی کرده‌است.